# Відзнака для східних народів

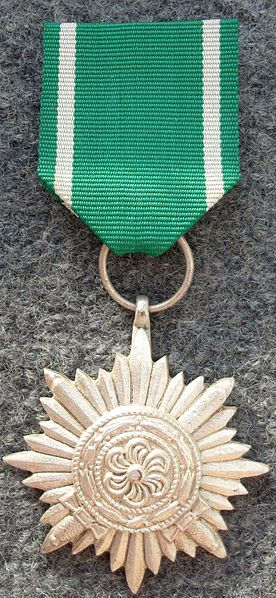
Відзнака 2-го класу в сріблі з мечами

Відзнака за хоробрість і заслуги для представників східних народів (нім. Tapferkeits- und Verdienst Auszeichnung für Ostvölker) або просто Медаль східних народів (нім. Ostvolkmedaille) — відзнака, спеціально розроблена для добровольців вермахту з числа мешканців окупованих Німеччиною територій СРСР в роки Другої світової війни.

## Історія
Напад 22 червня 1941 року на Радянський Союз Німеччини та її союзників (Румунії, Фінляндії, Угорщини, Словаччини та Італії) призвів до встановлення на частині території СРСР, приблизно з третиною населення країни, контролю Німеччини та її союзників . На територіях, окупованих Третім Рейхом і його союзниками, виявилося близько 70 мільйонів радянських громадян. У частинах Вермахту з 1940 по 1945 рр. служило до 1,5 мільйона громадян СРСР. Указом Адольфа Гітлера від 14 липня 1942 р були введені спеціальні нагородні знаки для східних народів, включаючи Відзнаку для східних народів. Право нагородження надавалося рейхсміністру східних окупованих територій Альфреду Розенбергу і генерал-інспектору східних військ Вермахту .
З травня 1943 г. «східні» нагороди були поширені і на німецьких службовців зі складу поліцейських і охоронних формувань. Відзнака II класу «в сріблі» з мечами була рівноцінна Залізному хресту 2-го класу, а Відзнака I класу «в сріблі» — Залізному хресту 1-го класу. Відзнака без мечів різних ступенів відповідала ступенями Хреста Воєнних заслуг.

## Опис
Відзнака виконана у вигляді восьмипроменевої зірки з рослинним орнаментом в центрі (квітка з шістьма пелюстками, облямована лавровим листям). Знаки I класу мають діаметр 48 мм, II класу — 40 мм, ширина стрічки — 32 мм.
Знаки I класу кріпили до одягу за допомогою шпильки (зліва, нижче Залізного хреста I класу або Хреста Воєнних заслуг I класу). Знаки II класу носили на грудях на стрічці (зліва, після інших німецьких нагород): знаки II класу «в золоті» — на стрічці світло-зеленого кольору з червоними смужками у країв; знаки II класу «в сріблі» — на стрічці зеленого кольору з білими смужками у країв; знаки II класу «в бронзі» — на стрічці темно-зеленого кольору. Було можливе повторне нагородження відзнаками однієї і тієї ж ступені (відомі випадки нагородження знаком II класу в бронзі тричі поспіль).
При носінні стрічки на планці — якщо знак з мечами — на цій планці були схрещені мечі жовтого металу. Замість знаків II класу допускалося носіння стрічки відповідної забарвлення на планці або в петлиці.

### Планки відзнаки
| Ступені відзнаки | Ступені відзнаки | Ступені відзнаки | Ступені відзнаки | Ступені відзнаки | Ступені відзнаки |
|                  | I клас в золоті  | I клас в сріблі  | II клас в золоті | II клас в сріблі | II клас в бронзі |
| ---------------- | ---------------- | ---------------- | ---------------- | ---------------- | ---------------- |
| без мечів        |                  |                  |                  |                  |                  |
| з мечами         |                  |                  |                  |                  |                  |

## Відомі нагороджені
| Нагороджений                 | Ступені відзнаки |
| ---------------------------- | --- |
| Іван Благовєщенський         | Відзнака 2-го класу в золоті з мечами |
| Семен Бичков                 | Відзнака 2-го класу в золоті з мечами |
| Андрій Власов                | Відзнака 2-го класу в золоті з мечами |
| Михайло Ганько               | Відзнака 2-го класу в сріблі з мечами |

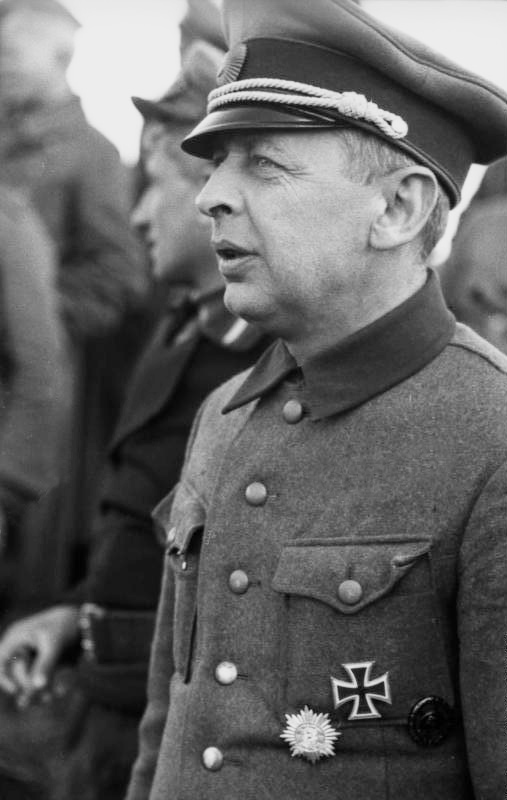
Броніслав Камінський із відзнакою 1-го класу в золоті з мечами на лівій нагрудній кишені.

| Броніслав Камінський         | Отримав 2 відзнаки: - Відзнака 1-го класу в золоті з мечами - Відзнака 2-го класу в золоті з мечами                                                                                    |
| Іван Кононов                 | Отримав 6 відзнак: - Відзнака 1-го класу в сріблі з мечами - 2 відзнаки 2-го класу в золоті з мечами - Відзнака 2-го класу в сріблі з мечами - 2 відзнаки 2-го класу в бронзі з мечами |
| Віктор Мальцев               | Відзнака 2-го класу в золоті з мечами |
| Іван Омелянович-Павленко     | Відзнака 2-го класу в бронзі з мечами |
| Леонтій Форостівський        | Відзнака 2-го класу в золоті |
| Олександр Савостьянов        | Відзнака 2-го класу в сріблі |
| Альфонс Ребане               | Отримав 2 відзнаки: - Відзнака 2 -го класу в сріблі з мечами - Відзнака 2-го класу в бронзі з мечами                                                                                   |
| Ґергард Баст                 | Відзнака 2-го класу в сріблі |
| Оскар Дірлевангер            | Отримав 2 відзнаки: - Відзнака 1-го класу у сріблі з мечами - Відзнака 2-го класу у сріблі з мечами                                                                                    |
| Курт Вайссе                  | Отримав щонайменше 2 відзнаки: - Відзнака 1-го класу - Відзнака 2-го класу |
| Борис Хольмстон-Смисловський | Отримав 2 відзнаки: - Відзнака 1-го класу в золоті з мечами - Відзнака 1-го класу в сріблі з мечами                                                                                    |
| Марія Студенникова           | Відзнака 2-го класу в бронзі з мечами. Єдина нагороджена жінка. |
| Микола Ползунов              | Дві відзнаки: - Відзнака 2-го класу в бронзі - Відзнака 2-го класу в сріблі |